# Niclas Anatol
Niclas Anatol (* 1972 in Wien), geboren als Niclas Anatol Walkensteiner, ist ein österreichischer Steinbildhauer und Maler, der besonders für seine Arbeiten im Krastaler Marmor und seine Rolle als Leiter des Bildhauersymposion Krastal bekannt ist.

## Leben und Ausbildung
Niclas Anatol wurde in Wien als Sohn des Malers Wolfgang Walkensteiner geboren und wuchs in Kärnten auf. Nach einem Abschluss in Möbeldesign studierte er Malerei an der Universität für angewandte Kunst Wien in der Klasse für Malerei und Grafik bei Prof. Adolf Frohner. Für mehrere Jahre war er Projektleiter in der Werkstatt von Brigitte Kowanz und hat unter anderem deren Installation im Pavillon für die Biennale 2017 umgesetzt.

## Bildhauerisches Werk
Seit mehr als fünfzehn Jahren arbeitet Niclas Anatol intensiv mit dem Material Stein. Seine Werke zeigen häufig eine Verbindung von Skulptur und Malerei. Malerische Skizze, Mixmedia Entwurf und die Umsetzung in Stein bilden oft eine Einheit. Besonders profilieren ihn seine großen, im Kontext von Symposien entstandenen Steinobjekte.

## Mitgliedschaften
Niclas Anatol ist Mitglied im Kunstverein Kärnten und beim
kunstwerk Krastal, einer Plattform für zeitgenössische Bildhauerkunst, die seit 1967 Symposien unter Beteiligung internationaler Künstler veranstaltet.

## Ausstellungen (Auswahl)
- 2023 Personale, Titel "STEINREICH" im kunstwerk krastal, bot einen Überblick über sein zehnjähriges Schaffen in Stein.[6]
- 2023 "Frau Leben Freiheit", Kunstbahnhof Wörthersee.[7]
- 2022 "ROMAnatol" Projekt im Kunstverein Kärnten gemeinsam mit Romana Egartner.[8]
- 2022 Marmorskulptur im Skulpturenpark, St. Veith a.d. Glan.[9]
- 2017 20 Seconds fo Art, KÖR, Wien[10]
- 2015 "Ein Geheimnis", Kugelmühle, Feldbach
- 2014 Stilwerk, Wien "bruch"
- 2012 Gruppenausstellung, philART, Wien
- 2011 Rathaus Forchheim, Deutschland *gebiete*
- 2011 Museum of Too Modern Art, Litija Slovenien
- 2010 Industrie AG, Treibach Althofen, Kärnten
- 2010 Schaukraftwerk KELAG - Wörthersee, Kärnten
- 2010 Bildhauersymposium Maria Saal
- 2009 Galerie 3, Klagenfurt "altern"
- 2009 Industrie AG, Treibach Althofen, Kärnten
- 2008 Radowan Halle, Wien "heimat
- 2007 Galerie Landesregierung Kärnten "städte von heute, ruinen von morgen"
- 2007 Kunstankauf Stadt Klagenfurt
- 2007 Galerie 3, Klagenfurt
- 2007 99 Jahre Kunstverein Kärnten
- 2006 Koroska Gallery of Fine Art, Slowenien „crossover II“
- 2006 Stadtgalerie, Wolfsberg
- 2006 Ringturm, Wien
- 2006 Ramien, Wien
- 2005 Kleine Galerie, Künstlerhaus Klagenfurt
- 2005 Galerie Prisma, Bozen, Südtirol
- 2005 City Art Museum, Ljubljana
- 2005 25 INTART, Tarcento, Italien
- 2004 Galerie 3, Klagenfurt
- 2004 Galerie Alte Schmiede, Wien „ansicht ist sache“
- 2004 Kunstankauf Stadt Wien
- 2004 Galerie Retorta, Budapest, „treffpunkt II“
- 2004 Freihausgalerie, Villach
- 2003 Galerieforum, Wels „vom wasser bedeckt II“
- 2003 Künstlerhaus, Klagenfurt „surround“
- 2003 Palais Breuner, Wien „treffpunkt“,
- 2002 Malerwoche Suetschach, Slowenischer Kulturverein
- 2002 Soho in Ottakring, Wien
- 2001 Bad Bleiberg, Symposium
- 1999 Galerie Tim Gierig, Frankfurt
- 1998 Galerie im Küstlerhaus, Klagenfurt
- 1997 Galerie 3, Klagenfurt
- 1997 Freihausgalerie Villach „Baumgrenze“

## Leitung des Bildhauersymposions Krastal
Er ist, oft gemeinsam mit der Künstlerin Romana Egartner, seit 2018 als künstlerischer Leiter des Bildhauersymposions Krastal tätig. Ziel des Symposiums ist es, Bildhauer und Bildhauerinnen einen Austausch und die Entwicklung neuer Werke im Dialog mit anderen internationalen Künstlern und dem Werkstoff Stein zu ermöglichen. Unter der Leitung der beiden entwickelte sich das Symposium zu einer bekannten Institution in der österreichischen und internationalen Bildhauerszene.

## Webseiten
- https://galerie-frewein-kazakbaev.com/kuenstler/anatol-niclas/
- https://www.instagram.com/niclas_anatol
- https://www.saatchiart.com/account/profile/1040468
- https://artfacts.net/artist/niclas-anatol-walkensteiner